# Marco Claudio Marcello (console 331 a.C.)
Marco Claudio Marcello (in latino: Marcus Claudius Marcellus; fl. IV secolo a.C.) è stato un membro di un’illustre famiglia plebea appartenente alla gens Claudia, attivo nella seconda metà del IV secolo a.C., è il primo personaggio con questo nome di cui abbiamo notizia.

## Biografia
Fu eletto console nel 331 a.C. insieme a Gaio Valerio Potito Flacco. Durante il loro consolato, molti tra i cittadini più influenti morirono di una malattia che si presentava sempre con gli stessi sintomi. Le morti furono attribuite ad una congiura di donne: centosettanta matrone romane furono condannate per veneficio, dopo che altre si erano suicidate.
Nel 327 a.C., mentre i consoli erano impegnati nella seconda guerra sannitica appena iniziata, Marcello fu nominato dittatore allo scopo di convocare i comizi. La nomina fu però invalidata per vizio di forma, in base al parere degli àuguri. Invano i tribuni della plebe sostennero che il vero motivo dell'opposizione alla dittatura di Marcello fosse la sua appartenenza alla plebe.